# Foras na Gaeilge
Foras na Gaeilge è l'ente ufficiale del gaelico irlandese, creato il 2 dicembre 1999. L'ente è il responsabile della promozione della lingua gaelica nell'isola d'Irlanda ed ha assunto le funzioni di precedenti istituzioni che erano sotto il controllo governativo (Bord na Gaeilge, An Gúm e An Coiste Téarmaíochta).